# Rony Fahed
Rony Fahed, né le 6 novembre 1981, à Zouk Mikael, au Liban, est un joueur libanais de basket-ball. Il évolue au poste de meneur.

## Palmarès
- Finaliste du championnat d'Asie 2007
- Coupe d'Asie des clubs champions 2007